# Rio Cabuçu
Rio Cabuçu är ett vattendrag i Brasilien.   Det ligger i delstaten Rio de Janeiro, i den sydöstra delen av landet, 900 km sydost om huvudstaden Brasília.
Trakten runt Rio Cabuçu består huvudsakligen av våtmarker. Runt Rio Cabuçu är det mycket tätbefolkat, med 5 021 invånare per kvadratkilometer.